# 侏儒猛獁
侏儒猛獁（英語：Pygmy Mammoth ，學名：Mammuthus exilis）又叫海峽群島猛獁（英語：Channel Islands mammoth），是一種已滅絕的矮象，哥倫比亞猛犸的後代。它是島嶼侏儒化的一個例證。根據2010年的一項研究，侏儒猛犸肩高1.72米（5.6英尺），重760千克（1,700磅）。與它4.3米高（14英尺），重達9,100千克（20,000磅）的祖先形成鮮明對照。
1856年以來，侏儒猛犸的殘骸陸續在海峡群岛的聖克魯斯島、聖羅莎島和圣米格爾島被發現，曾經這三個島嶼和安那卡帕島一起是沉沒了的超級島嶼聖安塔羅莎島的一部份。這一物種可能一直存活到丘马什人在10,800年和11,300年前的全新世早期登陸該島為止，放射性碳定年法顯示在這之前侏儒猛犸至少存活了47,000年之久。
和現代大象一樣，侏儒猛犸的祖先可能也是游泳健將，它們大約是遊了6.4千米之後才抵達聖安塔羅莎。隨著冰河時代末期海平面上升造成的大型掠食動物減少、缺乏棲息地以及聖安塔羅莎的分裂，這個物種便越來越小型化了。
侏儒猛犸並不是弗蘭格爾島和聖保羅島的猛犸，後兩種猛犸作為猛犸象的亞種，分別於公元前1,700年和公元前4,000年滅絕。